# Пенінсула (газета)
The Peninsula (з англ. — Півострів) це щоденна англомовна газета зі штаб-квартирою у  Досі, Катар. The Peninsula в даний час є одної з провідних газет у Катарі.

## Історія
The Peninsula була започаткована в 1996 році видавництвом Dar Al Sharq, котру очолює Халід бін Тані Аль Тані, член правлячої родини у в Катарі.The Peninsula публікується в широкому форматі.